# Malîi Joludsk, Volodîmîreț
Malîi Joludsk (în ucraineană Малий Жолудськ) este un sat în comuna Velîkîi Joludsk din raionul Volodîmîreț, regiunea Rivne, Ucraina.

## Demografie
Componența lingvistică a localității Malîi Joludsk
     Ucraineană (99,11%)
     Alte limbi (0,67%)
Conform recensământului din 2001, majoritatea populației localității Malîi Joludsk era vorbitoare de ucraineană (99,11%), existând în minoritate și vorbitori de alte limbi.